# 張奧偉
張 奧偉爵士 CBE，QC，SC，JP（ちょう おうい、英語：Sir Oswald Victor Cheung、1922年1月22日—2003年12月10日）は、香港の法律家、政治家。張奧偉は香港で初めての華人勅選弁護士（Queen's Counsel、香港返還後は資深大律師、英語: Senior Counsel）であり、華人として初の香港ジョッキークラブ主席である。1970年代には立法局首席非官守議員および行政局議員を務めたほか、香港重光直後の1946年には抜萃男書院の校長代理を務めた。張奧偉は、余若薇、吳靄儀、陳景生ら今日の香港法律界の多くのエリートのメンターであり、「香港法律界のゴッドファーザー」と呼ばれた。

## 生涯
1922年、香港に生まれる。1929年から1938年にかけて抜萃男書院（小学および中学）に学び、1938年から1941年にかけて香港大学にて数学と化学を学んだ。モリソン・ホールに寄宿した。第二次世界大戦中は澳門、広州湾に移り、英軍服務団（英語: British Army Aid Group）に加入、イギリス軍に協力して華南における日本軍の活動を監視し、1942年にはイギリスの駐印連絡官となった。
戦後の1947年から1949年には奨学金を得てイギリス・オックスフォード大学へ留学し、1946年から1950年にかけてリンカーン法曹院にてバリスターの資格を得た。1951年には香港にて大律師としての執業資格を得、1965年には勅選弁護士となった。1952年に香港大律師公会の名誉書記となり、1966年に同公会主席首席、1996年には香港大律師公会永久会員となった。1987年以降はリンカーン法曹院幹部を務めた。

## 公生活
張は戦後の長年にわたり、公職においても多大な貢献を果たした。香港政庁の委員会に数多く参加し、専門家として最高法院規則委員会（英語: Supreme Court Rules Committee）委員を務めたほか（1960年～1970年）、暴力傷亡賠償委員会（英語: Criminal Injuries Compensation Board）および執法傷亡賠償委員会（英語: Law Enforcement Injuries Compensation Board）主席を務めた。政府外の活動としては、キリスト教児童基金香港政策委員会委員を務めたほか（1960年～1964年）、童膳会（英語: Children's Meals Society）、 警察子女教育信託基金（英語: Police Children's Education Trust）、保良局、そして戴麟趾爵士康楽基金投資諮詢委員会（英語: Sir David Trench Recreation Fund Investment Advisory Committee）などで積極的に活動した。
政庁関連の役職として、交通諮詢委員会、経済検討委員会、第5次統営業顧問委員会、漁業発展貸款基金顧問委員会で委員を務めた。また、稅務上訴委員会では理事および審査委員として活動した。
また、大学及理工教育資助委員会（英語: University and Polytechnics Grants Committee）の委員も務めた。1970年から1981年まで立法局議員を務め、1974年から1986年まで行政局非官守議員を務めた。1972年に大英帝国勲章（OBE）を受章し、1987年にはナイトの称号を授与された。

## 家庭・私生活
張奧偉の父は香港の名士、張裕沛（Cheung U Pui）である。裕沛は著名な買辦張祥芝（Cheung Tseung Che）の子であり、Cheung U Kowの弟である。母エリザベス・エリス（Elizabeth Ellis）はサー・エリス・カドゥーリーの娘である。弟の貫天（Donald Quentin Cheung）もバリスターであり、香港華懋集團の法律事務を請け負い、龔如心遺産案などを担当した。貫天の子雁坤（Anthony Cheung）は、王德輝、龔如心の義兄弟であった。奧偉の妹張慧雲（Vivian Cheung）は香港保衛戦では香港義勇軍の従軍看護師を務め、後に長きにわたり抜萃男書院の女舍監（matron）を務めた。妻の鄭宝蓮は1960年代に香港政庁の政務官となり、1996年の引退前は法援署署長であった。二人の間には潤坤（Rayner Cheung）という一人息子がいる。
奧偉は競馬が好きで、夏佳理とともに競走馬を育て、香港馬王となったリヴァーヴァードン（翠河）は彼らの共同所有であった。また中国書画のコレクターでもあり、多くの貴重な名画を所有していた。
2003年9月23日午後、張奧偉は跑馬地藍塘道にある自宅で葉巻を吸う際、マッチの火が着ていたシルクのパジャマに引火して火傷を負った。植皮手術後に真菌感染から合併症を起こし、同年12月10日早朝、瑪麗医院の集中治療室にて世を去った。享年81歲。

## 栄典
- 大英帝国勲章オフィサー（OBE、1972年）
- ナイト・バチェラー（1987年）
- 非官守太平紳士（2003年）[10]

## 命名された事物
- 明愛張奧偉國際賓館：香港田湾
- 張奧偉盃：かつて香港ジョッキークラブ主席賽馬日の盃賽レースのひとつであった。2018/2019年度以降行われていない。